# 內魯拜斯凱
46°32′48″N 30°37′50″E / 46.54667°N 30.63056°E

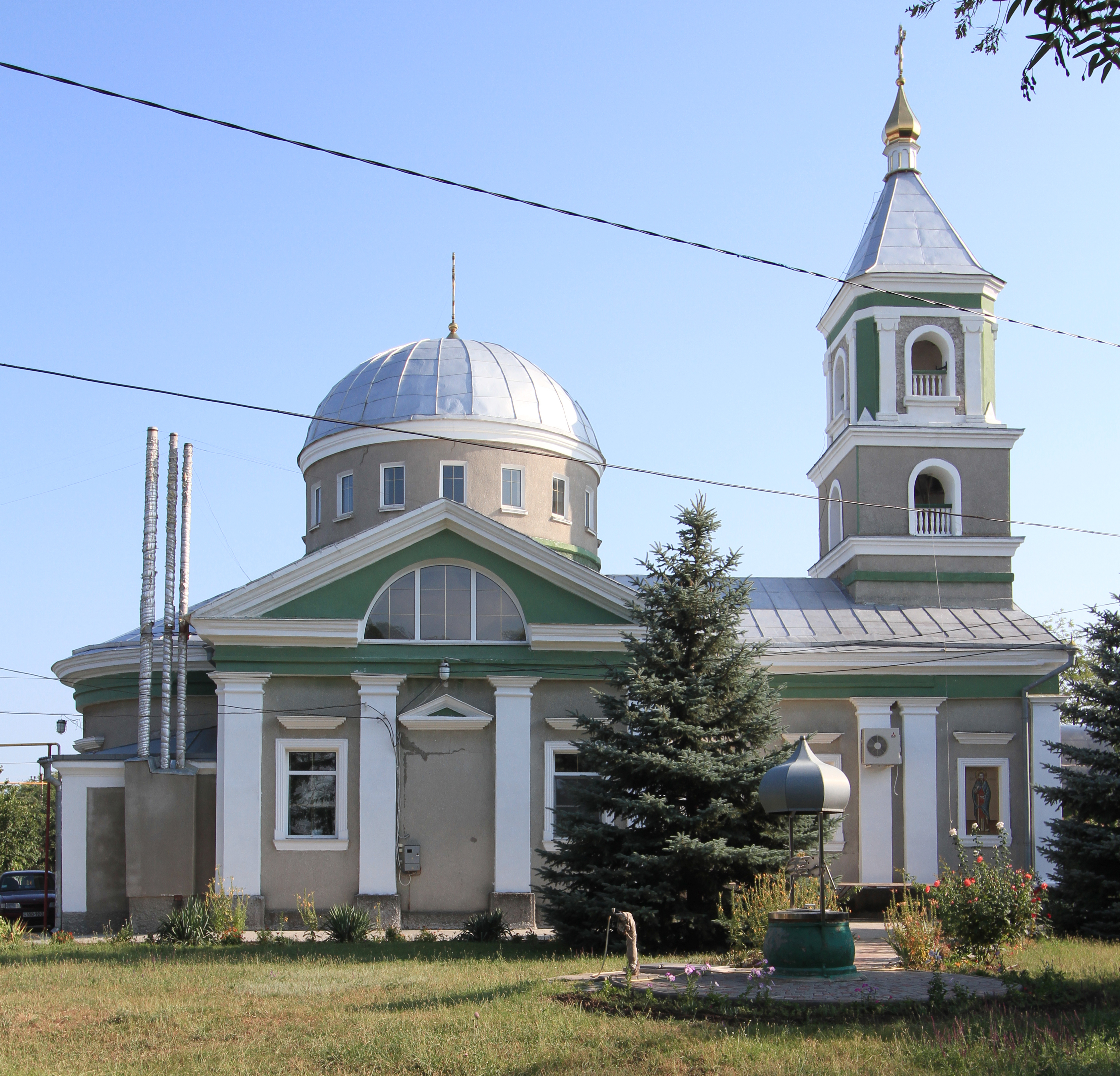

內魯拜斯凱（羅馬化：Nerubaiske）是位於烏克蘭西南部敖德萨州敖德萨区內魯拜斯凱市鎮的村莊，並為該市鎮的行政中心。該村始建於1795年，面積8.06平方公里，海拔高度40米，2001年人口8,558，人口密度每平方公里1.061.79人。